# Arjundhara
Arjundhara (Nepali नगरपालिका) ist eine Stadt (Munizipalität) im äußersten Osten des Terai in Nepal im Distrikt Jhapa.
Die Stadt entstand 2014 aus der Zusammenlegung der Village Development Committees Sanischare und Arjundhara.  Die neue Stadt erhielt ursprünglich den Namen Shani-Arjun. Im Jahr 2017 wurde aber wieder der Name Arjundhara gewählt. Benannt ist die Stadt nach einem bekannten Heiligtum, dem Tempel Arjundhara.
Arjundhara liegt 4 km nördlich der Stadt Birtamod. Die Stadtverwaltung liegt in Sanischare Bazar. Das Stadtgebiet umfasst 58,6 km².

## Einwohner
Bei der Volkszählung 2011 hatten die VDCs, aus welchen die Stadt Shani-Arjun entstand, 45.174 Einwohner (davon 21.414 männlich) in 10.166 Haushalten.